# Список директоров Банка Индонезии
Ниже представлен Спи́сок директоро́в Ба́нка Индоне́зии. Должность директора Банка Индонезии (индон. Gubernur Bank Indonesia) введена в 1953 году после преобразования нидерландского Яванского банка (нидерл. De Javasche Bank) в Банк Индонезии. Назначается правительством Индонезии, срок полномочий составляет 5 лет. Нынешний директор Банка Индонезии — Агус Мартовардоджо, назначен на этот пост 23 мая 2013 года.
| #  | Имя                     | Фото                    | Начало полномочий                      | Окончание полномочий                  | Описание |
| -- | ----------------------- | ----------------------- | -------------------------------------- | ------------------------------------- | --- |
| 1  | Шафруддин Правиранегара | Шафруддин Правиранегара | 1953 год                               | 1958 год                              | В 1949 году Шафруддин был назначен министром финансов в первом кабинете Хатта в Индонезии, но вскоре стал первым директором Яванского банка (нидерл. De Javasche Bank) (который был впоследствии преобразован в Банк Индонезии) в 1951 году.          |
| 2  | Лукман Хаким            |                         | 1958 год                               | 1959 год                              | |
| 3  | Сутикно Сламет          |                         | 1959 год                               | 1960 год                              | |
| 4  | Сумарно                 |                         | 1960 год                               | 1963 год                              | |
| 5  | Юсуф Муда Далам         |                         | 1963 год                               | 1966 год                              | |
| 6  | Радиус Правиро          |                         | 1966 год                               | 1973 год                              | Правиро был директором Банка Индонезии в течение 7 лет, после чего был назначен министром торговли и кооперации в Третьем кабинете развития |
| 7  | Рахмат Салех            |                         | 1973 год                               | 1983 год                              | Рахмат Салех заменил Правиро после того, как тот стал министром торговли. |
| 8  | Арифин Сирегар          |                         | 1983 год                               | 1988 год                              | |
| 9  | Адрианус Моо            |                         | 1988 год                               | 1993 год                              | Эксперт по экономике Индонезии, выпускник Университета Гаджа Мада и университета Висконсина. |
| 10 | Судраджад Дживандоно    |                         | 1993 год                               | 1998 год                              | Ушел в отставку из-за Азиатского финансового кризиса. |
| 11 | Шарил Сабирин           |                         | 1998 год                               | 2003 год                              | Выпускник факультета экономики университета «Гаджа Мада», начал карьеру в Банке Индонезии, потом занял пост члена совета управляющих банка. Во время валютного кризиса в Индонезии сменил Судраджата Дживандоно на посту директора банка.             |
| 12 | Бурханнуддин Абдулла    |                         | 17 мая 2003 года                       | 16 мая 2008 года                      | Также был министром-координатором по вопросам экономики в правительстве Абдуррахмана Вахида в 2001 году. |
| 13 | Будионо                 | Будионо                 | 17 мая 2008 года                       | 16 мая 2009 года                      | В 2008 году Будионо был переведен на пост директора Банка Индонезии с поста министра-координатора по вопросам экономики. |
|    | Миранда Гултом          |                         | 17 мая 2008 года                       | 26 июля 2008 года                     | После того, как Будионо ушел в отставку, Миранда Гултом заняла пост исполняющего обязанности директора Банка Индонезии. |
| 14 | Дармин Насутион         |                         | 27 июля 2009 года 1 сентября 2010 года | 1 сентября 2010 года 23 мая 2013 года | В соответствии с Указом Президента Индонезии № 95/П 2010 от 21 августа 2010 года на пост директора Банка Индонезии назначен Дармин Насутион, тогдашний заместитель директора. Насутион принес присягу директора Банка Индонезии 1 сентября 2010 года. |
| 15 | Агус Мартовардоджо      | Агус Мартовардоджо      | 23 мая 2013 года                       | 23 мая 2018 года                      | |
| 16 | Перри Варджийо          |                         | 23 мая 2018 года                       | ныне в должности                      | |